# Tzompantli

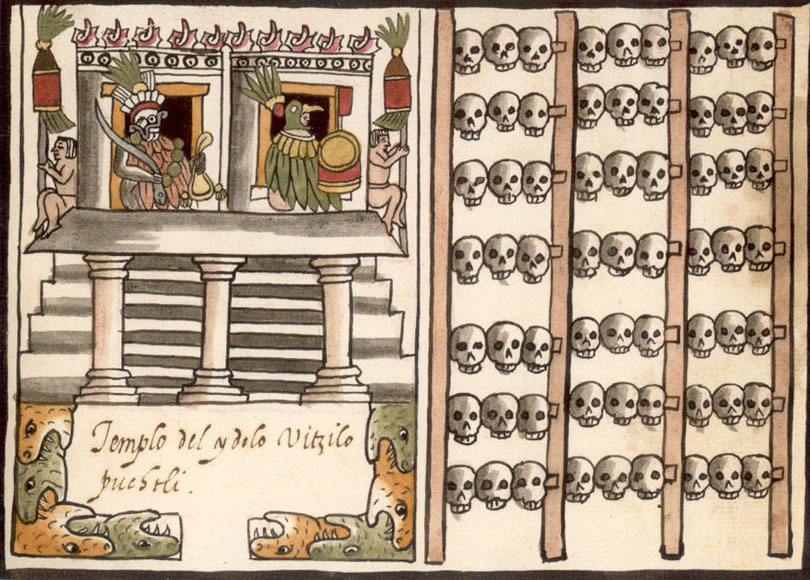
Tzompantli associat al Temple Major, Còdex Ramírez

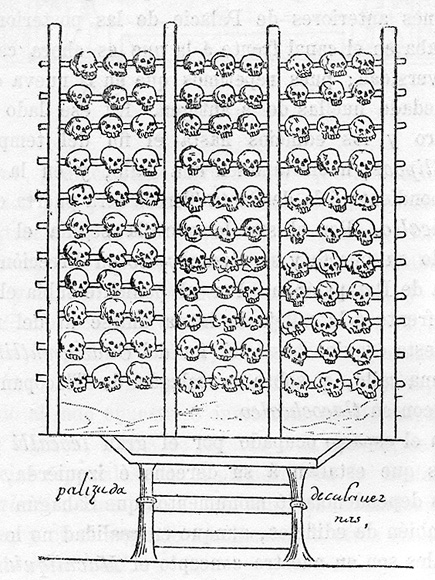
Il·lustració d'un tzompantli en el manuscrit asteca del Còdex Durán

Un tzompantli era un altar en forma de bastidor, en què es muntaven davant la vista pública un conjunt de cranis amb la finalitat d'honorar els déus. Sembla que aquesta estructura derivava de la pràctica entre els antics mesoamericans de decapitar les víctimes dels sacrificis humans i conservar-ne els cranis en una mena d'estacada de fusta per a exhibir-los públicament.
Les víctimes sacrificades no sols eren guerrers captius en batalles sinó també esclaus o altres víctimes triades especialment per a certes celebracions. S'utilitzava una espècie d'estacada o tarima i al  seu damunt es ficaven inserits els caps o cranis després de fer-los un forat. Hi ha molts tzompantli documentats en tota Mesoamèrica, i van des del període Clàssic mitjà (c. 600–900) fins al Postclàssic primerenc (c. 900-1250). El 2017, els arqueòlegs van fer públic el descobriment del Huey Tzompantli, amb més de 650 cranis, a la zona arqueològica del Temple Major de Ciutat de Mèxic.

## Etimologia

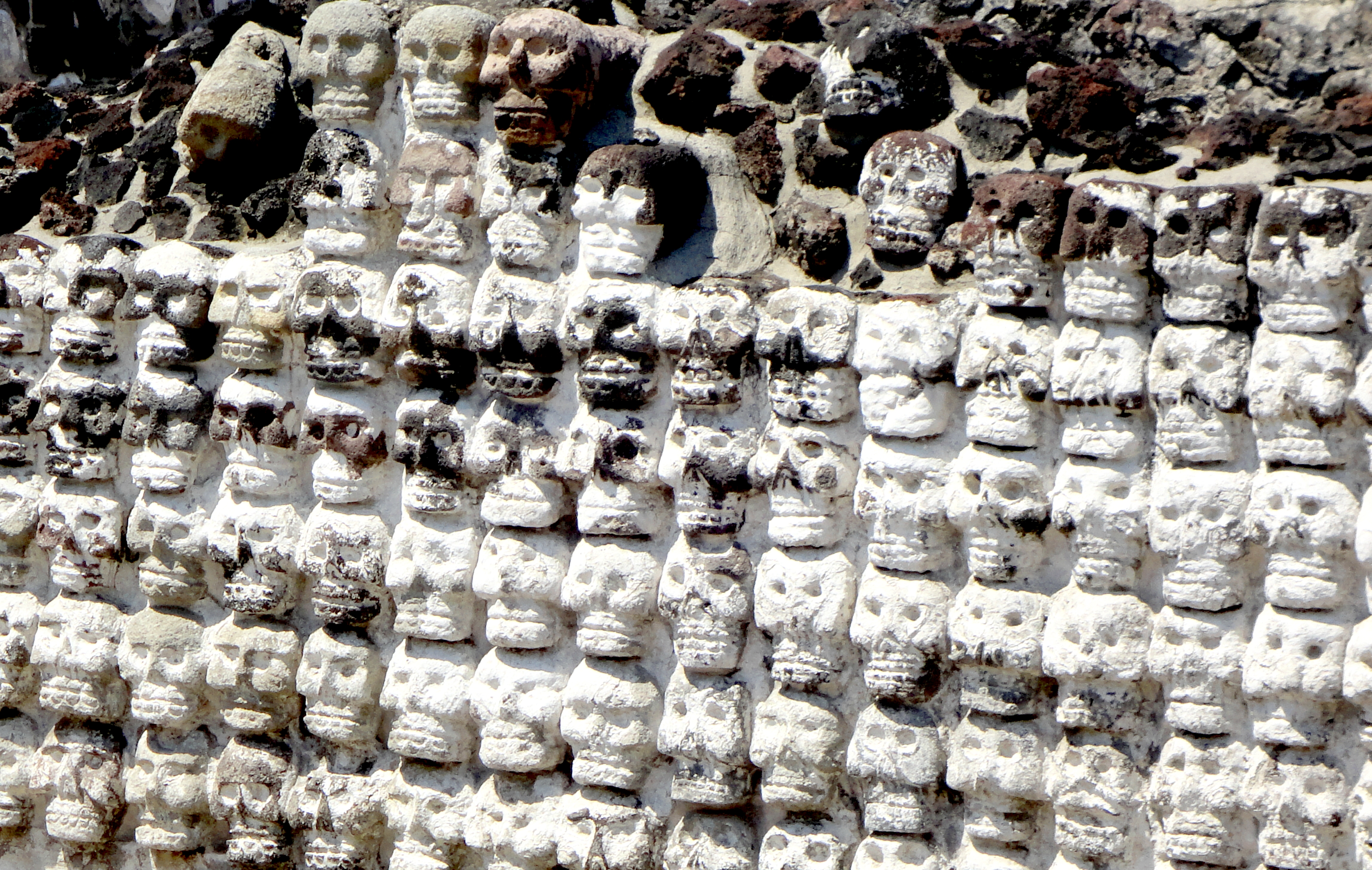
Tzompantli en les ruïnes del Temple Major, Ciutat de Mèxic

L'arrel prové de les paraules nahues tzontli, que significa 'cap' o 'crani', i de pantli, 'filera'. És a dir, tzompantli significa 'filera de cranis'.
Aquest nom, però acabat en e, el tzompantle o zompantle, s'usa per a denominar un arbre (Eryelthrina coralloides) les llavors del qual són molt tòxiques.

## Significat
Amb estudis comparatius de la mitologia asteca i el sacrifici humà en les societats ameríndies precolombines, sembla que el tzompantli no sols servia com a símbol de poder i advertiment als enemics, sinó que era considerat com un culte a la vida i no una celebració de la mort, com explica l'arqueòleg Raúl Barrera Rodríguez: “és important conéixer el sentit de la religió i de la mort dels pobles prehispànics. En la cosmogonia mesoamericana, els éssers humans existien per a adorar i alimentar els déus amb ofrenes; era una condició perquè la vida continuàs.”
Els cranis del tzompantli se sacralitzaven amb ritus i se'ls situava mirant al temple de Huitzilopochtli, déu de la guerra, del sol, dels sacrificis humans i patró de Tenochtitlán. Aquestes ofrenes servien per a donar continuïtat al cicle del sol, perquè isqués cada dia, com a culte a la vida.

## La dada arqueològica

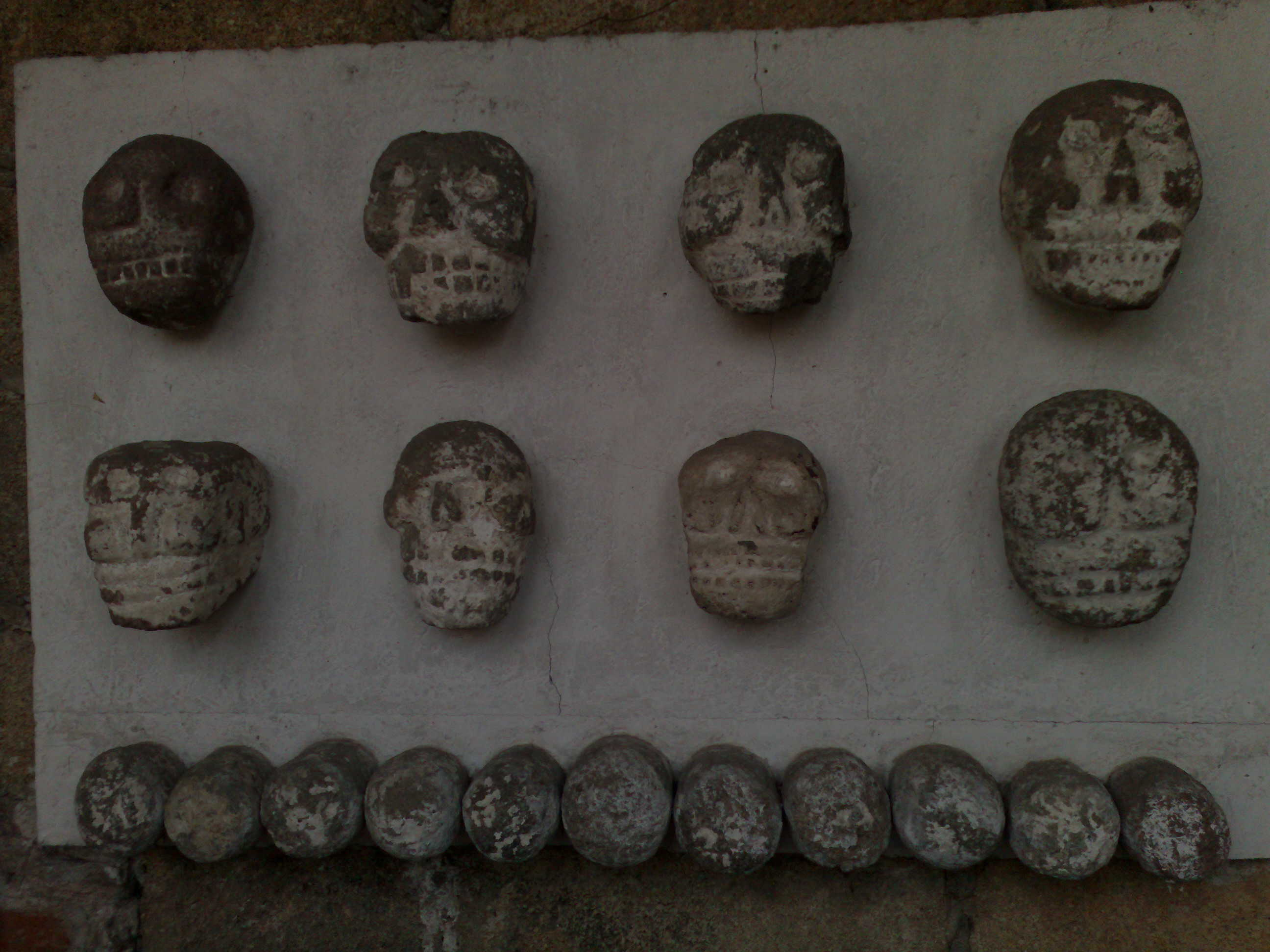
Reconstrucció d'un tzompantli en el museu de Santa Cecilia Acatitlán, Tlalnepantla de Baz, estat de Mèxic

Seguint principalment les descripcions d'antics cronistes, s'han trobat en exploracions arqueològiques alguns tzompantli en societats urbanes de diferents èpoques. Entre aquests textos es troben els primers memorials de fra Bernardino de Sahagún, del segle xvi i fins a uns altres set cronistes, com ara Andrés de Tapia, Bernal Díaz del Castillo o, fins i tot, Hernán Cortés.
A Mèxic-Tlatelolco es trobà un altar de tzompantli en el Temple A, en què es van localitzar cranis de decapitats perforats pels parietals. El 1951 se'n trobà un llaurat en pedra a Chichén Itzá. El 1970 l'arqueòleg mexicà Eduardo Matos Moctezuma trobà un altre tzompantli a Tula.
Possiblement el més conegut i més gran de tots n'és el del Temple Major, que, segons diferents estimacions antigues, va arribar a tenir prop de 60.000 cranis humans en el moment de l'arribada dels invasors espanyols, el 1521. Fins al moment, però, l'evidència arqueològica ha localitzat al voltant d'uns mil cranis en aquest tzompantli.
Laura García J., de Ciència UNAM-DGDC, exposa en el seu treball Sacrificis humans: sang per als déus: “El huey Tzompantli era un edifici civicoreligiós en què es posaven els cranis dels sacrificats. Als murs s'encastaven els caps de guerrers i esclaus sacrificats, triats per a les celebracions. Es calcula que en la part excavada hi ha restes que corresponen al voltant de mil persones; i segons els arqueòlegs, això seria només la tercera part de l'edifici complet”.
El 20 d'agost del 2015 es feu públic que un equip arqueològic de l'Institut Nacional d'Antropologia i Història havia descobert en el centre històric de la Ciutat de Mèxic una estructura feta amb uns 35 cranis humans, que es va identificar com el Huey Tzompantli o Gran Tzompantli de Mèxic-Tenochtitlán, descrit en les cròniques dels invasors espanyols. El Huey Tzompantli trobat al carrer de Guatemala, 24, darrere de la Catedral Metropolitana, estava dedicat al déu Huitzilopochtli, déu de la guerra per als asteques.
S'han indicat altres exemples en indrets de la civilització maia, com ara Uxmal i altres emplaçaments de l'àrea de Puuc a Yucatán, que daten d'al voltant del declivi del període clàssic maia, a la fi del segle ix. Un exemple d'inscripció en especial important i intacta ha sobreviscut en l'extens jaciment de Chichén Itzá.

El sacrifici humà a gran escala fou introduït en la civilització maia pels tolteques a partir de les aparicions dels tzompantli en els jocs de pilota de Chichén Itzá. Els relleus de sis pistes de pilota de Chichén Itzá representen la decapitació d'un jugador. Sembla que els perdedors eren decapitats i se n'exposarien els cranis en el tzompantli.

## Eltzompantlien la cultura actual
El tzompantli passà a la història deixant un tènue llegat en la moderna cultura mexicana, com ara en el pa de mort i en l'altar del Dia de Morts, que presenten elements culturals provinents del sincretisme de la tradició catòlica i de l'art del tzompantli, a més, diversos artistes actuals han représ els motius i la iconografia del tzompantli.